# Henri Darondeau
Pour les articles homonymes, voir Darondeau.
Henri Darondeau ou Henri-Benoit-François Darondeau , né le 28 février 1779 à Strasbourg, mort le 30 juillet 1865 à Paris), est un compositeur français.
Il fut le père, notamment, de Benoît Darondeau, ingénieur hydrographe, et de Stanislas Darondeau, artiste peintre.
- 1805 : Rosina et Lorenzo, ballet de Jean-Pierre Aumer, musique Henri Darondeau, Théâtre de la Porte-Saint-Martin, 6 mars